# E wie Ecstasy
E wie Ecstasy (Originaltitel: Loved Up) ist ein britischer Fernsehfilm aus dem Jahr 1995 mit Lena Headey in der Hauptrolle.

## Handlung
Die 18-jährige Sarah lernt als Kellnerin in einem Londoner Schnellrestaurant den Raver Tom kennen. Sie landet später bei ihm zu Hause, wo ihr Tom eine Ecstasy-Tablette gibt, deren Wirkung die mit Drogen unerfahrene Sarah verwirrt. Mit Toms Freunden und von Drogen berauscht fahren sie anschließend in den Straßen Londons umher. Ein Postauto, das vor ihnen fährt, verliert einen Sack mit Briefen, die Tom und die anderen daraufhin den Adressaten persönlich übergeben. Eine Polizeistreife wird schließlich auf sie aufmerksam und zwingt sie anzuhalten. Sie werden jedoch lediglich verwarnt. Die folgende Nacht verbringt Sarah bei Tom, konsumiert Drogen und hat mit ihm schier endlosen Sex. Weil ihr seine lockere Art gefällt und sie es satt hat, bei ihrer alkoholkranken Mutter zu leben, beschließt sie am nächsten Morgen, bei ihm einzuziehen.
Als Sarah Tom, der in einem Spielzeugladen arbeitet, darum bittet, einen Tag für sie frei zu nehmen, geht Tom auf ihren Vorschlag nicht ein. Er ist vergnügungssüchtig, nimmt seinen Job jedoch sehr ernst. Weil hingegen Sarah immer häufiger zu spät kommt, verliert sie ihren Job im Restaurant. Während sie Tom vorgaukelt, jeden Tag zur Arbeit zu gehen, vertraut sie sich seinem Dealer Dez an. Dieser nimmt sie eines Tages zu einem jungen Mann mit, von dem er die Drogen bezieht, die er weiterverkauft, und erklärt Sarah das Dealen. Weil sie den Geburtstag ihrer jüngeren Schwester Karen vergessen hat, nimmt Sarah Toms Spielkonsole und schenkt sie Karen, als diese die Schule verlässt. Karen zeigt sich jedoch wenig begeistert. Sie vermisst Sarah und hofft, dass diese zu ihr und der Mutter zurückkehrt. Eines Abends kommt Sarah bei ihnen vorbei und stellt ihnen Tom vor, der mit seinem Freund Cocker und einer Flasche Sherry eintrifft. Als sie das Haus wieder verlassen, beklagt sich Sarah darüber, dass Tom ihrer Mutter Alkohol geschenkt hat. 
Für Dez beginnt Sarah schließlich mit Drogen zu dealen. Als die erste Kundin sie anspricht und ihr das Geld gibt, wird Ray, ein anderer Drogendealer, auf sie aufmerksam. Sarah läuft weg und versucht sich in einem Container zu verstecken. Ray findet sie jedoch und droht ihr mit Gewalt, sollte sie noch einmal in seinem Revier Drogen verkaufen. Sarah gesteht schließlich Tom, ihren Job als Kellnerin verloren zu haben. Wie sich herausstellt, hatte Tom davon gewusst und sich von ihr belügen lassen, weil er für sie keine Verantwortung übernehmen will und Problemen lieber aus dem Weg geht. In einem Nachtclub trifft Sarah erneut auf Dez, der sie in eine Toilette drängt und sich anschickt, sie zu vergewaltigen. Sarah wehrt sich und Tom geht schließlich dazwischen. Daraufhin will Sarah den Club mit Tom verlassen. Tom möchte jedoch noch bleiben und Sarah geht daher allein in seine Wohnung zurück. Beim Abwaschen erhält sie einen Anruf ihrer Schwester, die sie bittet, sofort nach Hause zu kommen. Dort angekommen, findet sie ihre Mutter verstört in der Küche vor. Diese müsse das Essen für den Vater kochen und hat vom Schneiden der Zutaten bereits blutige Hände. Sarah ruft Tom an und bittet ihn um Hilfe. Tom steigt zwar in ein Taxi, um zu ihr zu fahren, kehrt jedoch wieder nach Hause zurück, weil er die Adresse vergessen hat. Unterdessen hat sich Sarahs Mutter mit einem Küchenmesser die Pulsadern aufgeschnitten. Ein Krankenwagen bringt sie schließlich ins Krankenhaus. Als Sarah Tom in einer Clubhalle damit konfrontiert, nicht gekommen zu sein, als sie seine Hilfe brauchte, und er die Angelegenheit mit einem Lächeln herunterspielt, entschließt sich Sarah, ihn zu verlassen und nach Hause zu ihrer Mutter und Schwester zurückzukehren. Tom bittet sie, bei ihm zu bleiben, lässt sie dann jedoch gehen und tanzt sich zur Musik des Clubs in einen Rausch.

## Hintergrund
Die Uraufführung von E wie Ecstasy fand am 21. August 1995 auf dem Edinburgh International Film Festival statt, wo das Publikum den von der BBC produzierten Film begeistert aufnahm. Im britischen Fernsehen lief er am 23. September 1995 als Teil der BBC-Reihe Love Bites. In Deutschland wurde er erstmals am 21. März 1999 von tm3 im Fernsehen gezeigt.

## Kritiken
Das Lexikon des internationalen Films bezeichnete E wie Ecstasy als „engagierte[n] Film um eine junge Frau, deren Leben aus dem Gleichgewicht gerät“. TV Spielfilm befand, dass „die tragische Romanze“ zeige, dass „TV-Produktionen dicht am Puls der Zeit liegen können“. Der Film sei „[s]o bezaubernd gespielt wie bitter lebensnah“.
Auch Derek Elley von Variety war der Ansicht, dass der Film von Lena Headey und Ian Hart „fesselnd gespielt“ worden sei. Trotz der ernsten Thematik komme er dank der Darsteller, der leichtfüßigen Regie und des kompakten Drehbuchs überraschend unbeschwert daher. Vor allem die „fotogene Headey“ hinterlasse „einen bleibenden Eindruck“. Elley lobte darüber hinaus die Kameraarbeit und den Schnitt.

## Auszeichnungen
Der Film wurde 1996 in der Kategorie Bester Ton (Fiktion/Unterhaltung) mit dem BAFTA TV Award ausgezeichnet.